# Miquel Roca
Miquel Roca Junyent (Burdeos, Francia, 20 de abril de 1940) es un abogado y expolítico español que perteneció a Convergència Democràtica de Catalunya y fue uno de los siete Padres de la Constitución de la actual Constitución española de 1978.

## Biografía
Su padre, Joan Bautista Roca Caball, fue uno de los fundadores de Unió Democràtica de Catalunya, que en diciembre de 1936, con el inicio de la guerra civil, decidió marchar a Francia. Así, Miquel Roca nació en Caudéran, cerca de Burdeos, el 20 de abril de 1940. A finales de ese año, ante la amenaza de la Segunda Guerra Mundial, su madre y con ella sus hijos, volvieron a España. Su padre todavía permaneció algún tiempo en Burdeos. Su abuelo materno fue Miguel Junyent, un político catalán, que fue diputado y senador durante la Restauración y dirigente carlista.
Estudió la carrera de Derecho en la Universidad de Barcelona. Durante sus estudios, formó parte del Sindicato Democrático de estudiantes de Barcelona. Tras terminar la carrera en 1961, fue profesor en la facultad de Derecho y compaginó esta actividad con el ejercicio profesional de la abogacía.

### Inicios políticos

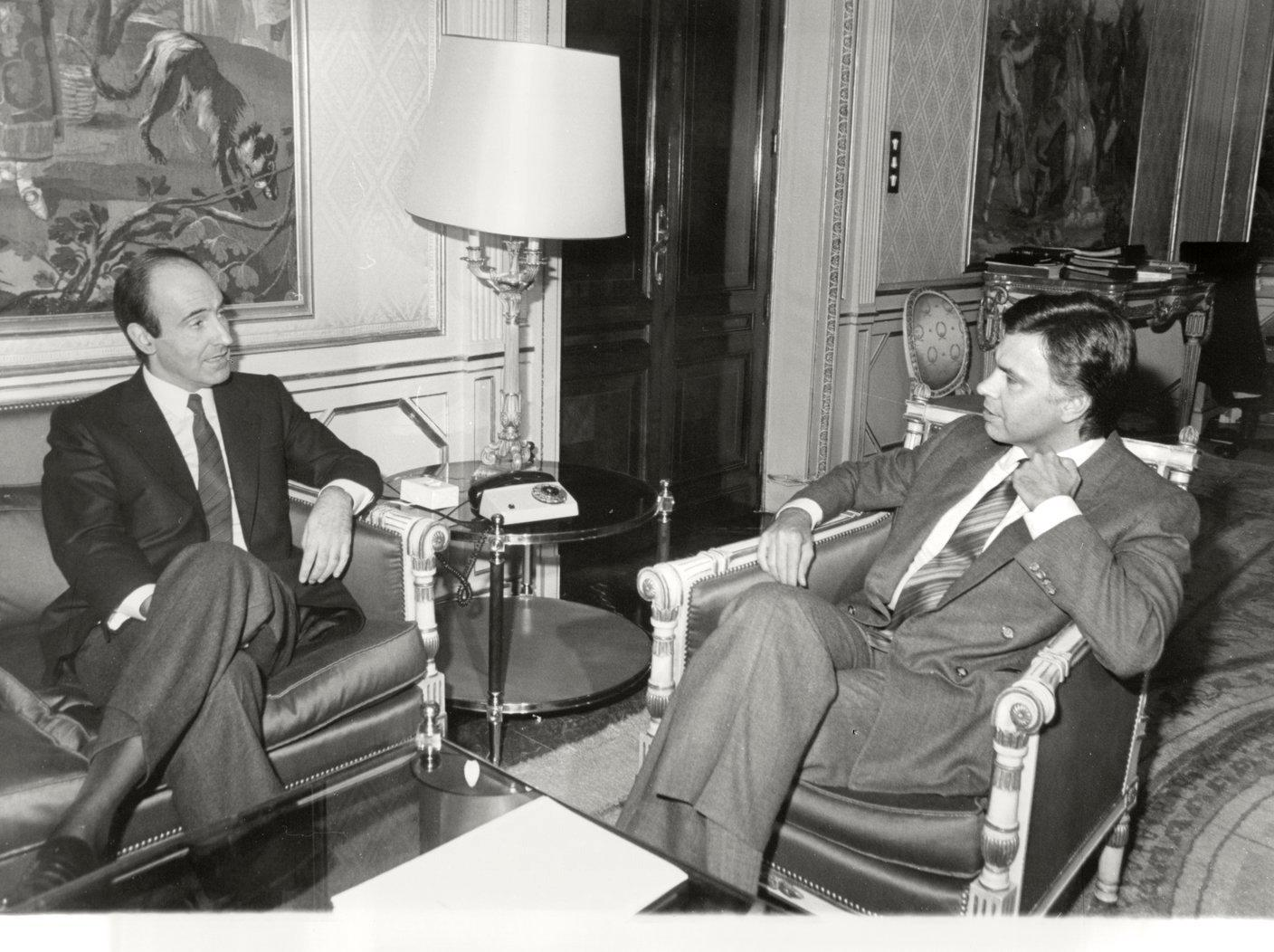
Entrevista en 1987 de Miquel Roca con el entonces presidente del gobierno, Felipe González.

Comenzó su actividad política en el Front Obrer de Catalunya (ligado al Frente de Liberación Popular), junto a Narcís Serra y Pasqual Maragall. Desde la constitución de Convergencia Democrática de Cataluña en 1974 y  hasta 1979 ocupó la secretaría general adjunta.
En las primeras elecciones democráticas del posfranquismo fue elegido diputado por la provincia de Barcelona, escaño que mantuvo hasta 1995. Durante esta legislatura, constituyente, fue uno de los siete diputados ponentes que se encargaron de la redacción de la Constitución. 
Como diputado fue presidente del Grupo Parlamentario Catalán en el Congreso desde 1977 a 1995 y portavoz de Convergència i Unió (CiU) en varias legislaturas. Desde 1982 hasta 1995 fue también presidente de la representación de la Generalidad de Cataluña en la Comisión de Cooperación Bilateral con la Administración del Estado.

### Operación Roca
Después de la debacle electoral de la Unión de Centro Democrático (UCD) en 1982 y su posterior desaparición en 1983, se lanzó, la denominada "operación Reformista", que pretendía la creación de un partido de carácter centrista y europeista, al estilo de lo que representaba Convergència i Unió en Cataluña. La plasmación de esta iniciativa fue el Partido Reformista Democrático (PRD) que aglutinó, entre otros, al Partido Demócrata Liberal de Antonio Garrigues Walker y a Coalición Gallega. Los nuevos promotores de este partido, plasmados en Garrigues y Florentino Pérez propusieron a Miquel Roca encabezar esta operación. Entre los proyectos de Roca, ya existía la idea de enlazar el catalanismo con su intervención en la política nacional. Las condiciones acordadas con el político catalán suponían su permanencia en CiU, que venía a ser la rama catalana del proyecto reformista.
En las elecciones generales de 1986, Roca que era el líder del proyecto y candidato a la presidencia del gobierno, se presentó por CiU en la provincia de Barcelona (El PRD no presentó listas ni en Cataluña ni en Galicia o Canarias). Los resultados electorales fueron un fracaso pues el nuevo partido que no obtuvo ningún escaño en el Congreso de los Diputados, aunque Coalición Gallega sí obtuvo 1 diputado y CiU alcanzó 18, mejorando esta última, sustancialmente sus resultados.

### Distanciamiento del pujolismo
Con el paso de los años, fue creciendo un cierto distanciamiento entre las posturas políticas del líder del partido y presidente de la Generalidad de Cataluña, Jordi Pujol, y Miquel Roca. Así, la elaboración de las listas para la campaña de las elecciones generales de 1993, en las que la postura de Convergencia i Unió se preveía decisiva, dio lugar a roces entre ambos por el control de los candidatos y sus tendencias. Continuó tras esos comicios con la decisión sobre un posible gobierno de coalición con el partido socialista y definitivamente se plasmó en julio de ese mismo año, al cortar la autonomía con la que trabajaba el grupo parlamentario del Congreso, bajo el mando de Roca, y al que algunos dirigentes de Convergencia acusaban de ir por libre en  Madrid y someter las decisiones a lo que estableciera el comité de enlace entre los dos partidos que mantenían la coalición de CiU.
En 1995, abandonó su puesto de diputado y su actividad como representante en Madrid del grupo CiU y fue elegido como candidato a la alcaldía de Barcelona, para tratar de desbancar al entonces alcalde, Pasqual Maragall y que retenía su cargo desde 1982. Pese a la popularidad de Roca y en contra de alguno de los sondeos previos, Maragall venció ampliamente en los comicios, mientras que Roca continuó como concejal hasta 1999.
En julio de 2002, cuando se encontraba fuera de la primera línea política, el entonces presidente del gobierno español, José María Aznar, le ofreció ocupar la cartera de Ministro de Asuntos Exteriores que Roca rechazó. La propuesta se realizó en un momento en que CiU intentaba distanciarse del Partido Popular, tras varios años de colaboración.

### Salida de la política

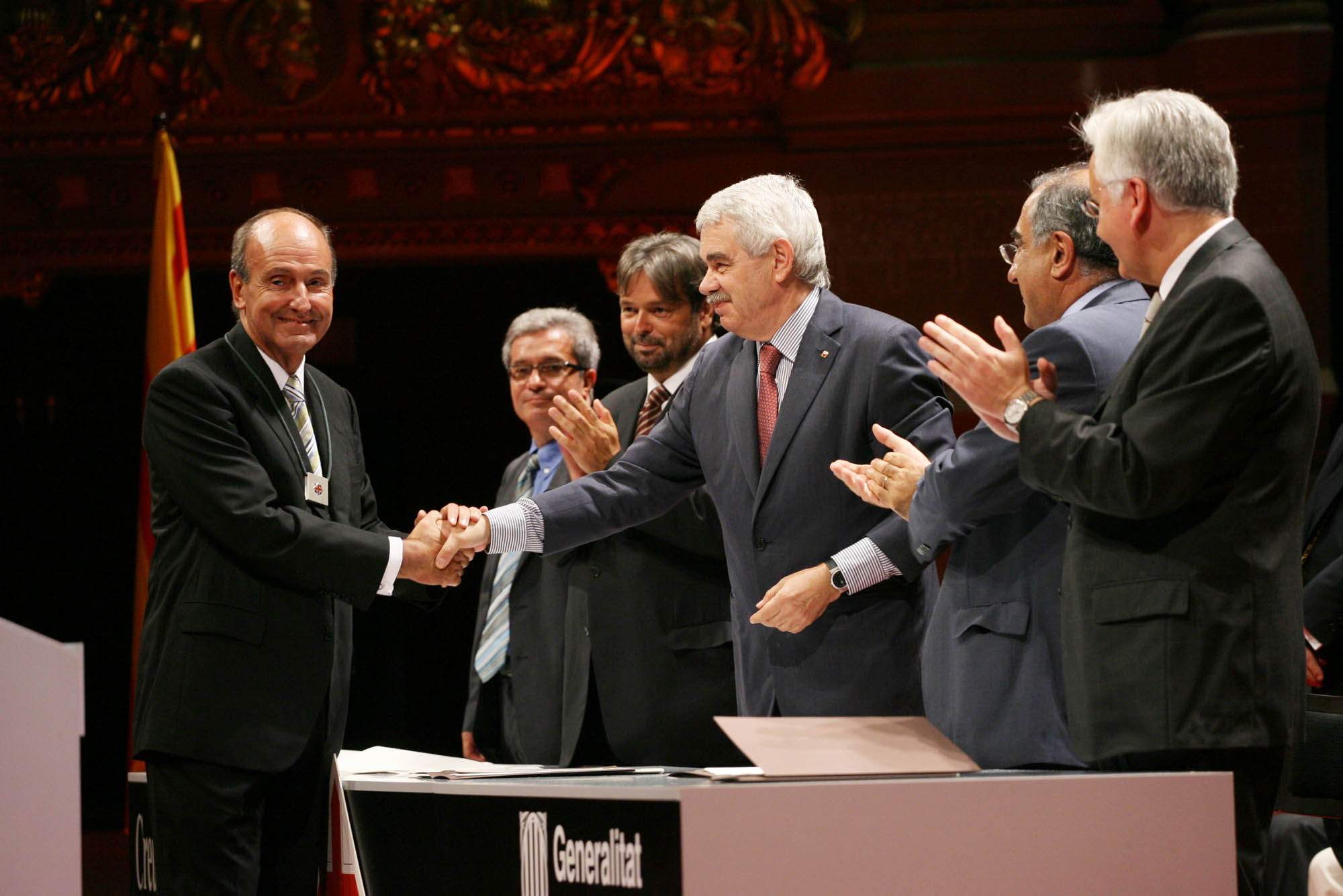
Miquel Roca en la ceremonia de entrega de la Creu de Sant Jordi en 2006 por parte del presidente de la Generalidad, Pascual Maragall.

Después de su dimisión como secretario general de Convergencia Democrática de Catalunya a finales de 1995 y tras anunciar que no repetiría como candidato en las elecciones municipales de 1999, abrió el bufete de abogados "Roca Junyent" en enero de 1996, que con los años se convirtió en uno de los más prósperos de la ciudad y que en 2006, facturaba 26,6 millones de euros y que en 2018, contaba con 230 profesionales. Compatibilizó su actividad como abogado con la de profesor de Derecho Constitucional en la Universidad Pompeu Fabra de Barcelona.
En el ejercicio de su actividad profesional, fue contratado en abril de 2013 por la Casa Real para defender a la infanta Cristina de Borbón en los procedimientos relacionados con el Caso Nóos. En mayo de 2016, el juez instructor de este procedimiento, José Castro Aragón, declaró que desde el despacho de Miquel Roca, se le propuso en diciembre de 2013 una reunión "clandestina" para tratar la posible imputación de la infanta.
Compagina su actividad jurídica con la pertenencia a diversos órganos de dirección de empresas como Endesa o ACS. También es presidente de la Fundación Abertis, la Fundación Amics del Mnac, la Sociedad Económica Barcelonesa de Amigos del País y vicepresidente de la Fundación Barcelona Cultura. Además es Secretario no Consejero del Banco Sabadell, de Abertis Infraestructuras, de TYPSA y de Accesos de Madrid.[cita requerida] Es miembro de la Academia Europea de Ciencias y Artes desde 2000.

## Reconocimientos
- Collar de la Orden del Mérito Civil (2003)[11]
- Doctorado honoris causa por la Universidad de Gerona (2008)
- Gran Cruz de la Orden de San Raimundo de Peñafort (2016)[12]
- Doctor honoris causa por la Universidad Pontificia Comillas (2018)[13][14]
- Doctor honoris causa por la Universidad Abad Oliva CEU (2024)[15]
- Doctor honoris causa por la Universidad de Málaga (2024)[16]